# CAVR Award
Pour les articles homonymes, voir Award.
Les CAVR Award (Cyberspace Adult Video Reviews) sont des récompenses cinématographiques américaines destinées à l'industrie du film pornographique, créées en 1996 sur le web en marge de l'AVN. Il n'y a pas de cérémonie officielle.

## Récompenses des personnes
| Année | Starlet         | Star            | Performer      | Contract (MVP) | MILF            | Unsung Star   | Next Star   | Special Star    | Hottie      | Femme         | Siren          | Debutante   | Fan           | Behind the Scenes | Scene         | Movie      |
| ----- | --------------- | --------------- | -------------- | -------------- | --------------- | ------------- | ----------- | --------------- | ----------- | ------------- | -------------- | ----------- | ------------- | ----------------- | ------------- | ---------- |
| 1996  | Tricia Deveraux | Missy           |                |                |                 |               |             |                 |             |               |                |             |               |                   |               |            |
| 1997  | Sylvia Saint    | Tiffany Mynx    |                |                |                 |               |             |                 |             |               |                |             |               |                   |               |            |
| 1998  | Inari Vachs     | Alisha Klass    |                |                |                 |               |             |                 |             |               |                |             |               |                   |               |            |
| 1999  | Tera Patrick    | Jewel De'Nyle   |                |                |                 |               |             |                 |             |               |                |             | Serenity      |                   |               |            |
| 2000  | Diamond Forever | Sylvia Saint    |                |                |                 |               |             |                 |             |               |                |             | Tera Patrick  |                   |               |            |
| 2001  | Sunrise Adams   | Jewel De'Nyle   |                |                |                 |               |             |                 |             |               |                |             | Tera Patrick  |                   |               |            |
| 2002  | Carmen Luvana   | Jewel De'Nyle   |                |                |                 |               |             |                 |             |               |                |             | Jenna Jameson |                   |               |            |
| 2003  | Selena Silver   | Avy Scott       |                |                |                 |               |             |                 |             |               |                |             |               |                   |               |            |
| 2004  | Teagan Presley  | Aurora Snow     | Gia Paloma     | Jesse Jane     |                 |               |             |                 |             |               |                |             |               |                   |               |            |
| 2005  | Hillary Scott   | Stormy Daniels  |                |                |                 |               |             |                 |             |               |                |             |               | Ava & Dillan      |               |            |
| 2006  | Naomi Russell   | Hillary Scott   | Sandra Romain  | Carmen Hart    | Kristal Summers |               |             |                 |             |               |                |             |               | Jada Fire         | Kylie Ireland | Jenna Haze |
| 2007  | Bobbi Starr     | Gianna Michaels | Rebeca Linares | Carmen Hart    | Darryl Hanah    |               |             |                 |             |               |                |             |               | Shay Jordan       |               |            |
| 2008  | Allie Foster    | Bobbi Starr     | Alexis Texas   | Bree Olson     | Francesca Le    |               |             |                 | Tori Black  | Sammie Rhodes | Dana DeArmond  |             |               | Roxy DeVille      |               |            |
| 2009  | Tanner Mayes    | Kristina Rose   | Tori Black     | Joanna Angel   | Janet Mason     |               |             | Dee             | Misty Stone | Prinzzess     | Bobbi Starr    |             |               | Jade Marcela      |               |            |
| 2010  | Chanel Preston  | Tori Black      | Bobbi Starr    | Alexis Ford    | India Summer    | Charley Chase | Lily LaBeau | Heather Starlet | Gracie Glam |               | Andy San Dimas | Lily Carter |               |                   |               |            |